# エスアールティー
株式会社エスアールティーは、岡山県岡山市北区に本社を置く自家用自動車の運転・運行管理請負業務および貸切バス・タクシー事業を営む企業である。

## 概要
主に地方自治体から委託を受け、コミュニティバスや自治体バスの運行業務を行っている。併せて自社でも車両を所有し、貸切バスの契約運行や一般タクシー事業も行う。

### 業務内容
- 自家用自動車の運行管理
  - コミュニティバス、自治体バス（旧80条バス）の運行
- 旅客自動車運送事業
  - 貸切バス事業：送迎バス、スクールバスの運行
  - 特定バス事業
  - タクシー事業：一般タクシー、乗合タクシーの運行

## 沿革
- 1998年2月3日 - 設立。
- 2001年9月1日 - 沿線自治体による協議会形式のコミュニティバス「旭川さくらバス」が開業。同バスの運行受託を開始（現在は受託解除）。
- 2016年4月1日 - 久米南町デマンド交通「カッピーのりあい号」の本格運行を開始。
- 2017年9月1日 - くめなんタクシーの営業を開始[2]。
- 2018年4月1日 - 成広タクシーの営業を開始[3]。
- 2021年
  - 4月1日 - 馬屋上・野谷地区乗合タクシー「あいタク」の本格運行を開始[4]。
  - 10月1日 - 岡山営業所を岡山空港営業所に名称変更[5]。
- 2023年
  - 4月1日 - 空港アクセス乗合タクシー「桃太郎シャトル赤磐・瀬戸線」の実証運行を開始[6]。
  - 9月1日 - 「桃太郎シャトル赤磐・瀬戸線」の本格運行を開始[7]。
- 2024年
  - 3月31日 ‐ 赤磐市で山陽タクシーの営業を開始。併せて赤磐営業所を開設[8]。
  - 4月1日 ‐ 本社営業所を岡山市北区津高708-1に移転[9]。

## 本社・営業所・運行拠点
- 本社営業所
  - 岡山県岡山市北区津高708-1
- 岡山空港営業所・岡山空港タクシー
  - 岡山県岡山市北区富吉2944-11
- 岡山空港タクシー津高待機所
  - 岡山県岡山市北区横井上208
- 金川営業所・成広タクシー
  - 岡山県岡山市北区御津金川439
- 福渡営業所・福渡タクシー
  - 岡山県岡山市北区建部町川口1389-3
- 久米南営業所
  - 岡山県久米郡久米南町上弓削972-1
- くめなんタクシー
  - 岡山県久米郡久米南町下弓削534-1
- 笠岡営業所
  - 岡山県笠岡市新賀宇成藤674-2
- 高梁営業所
  - 岡山県高梁市横町1045-3
- 赤磐営業所・山陽タクシー
  - 岡山県赤磐市下市510-4
- 勝田出張所・作州かじなみタクシー
  - 岡山県美作市梶並87-2

## 現行路線

### コミュニティバス・自治体バス
- 赤磐市広域路線バス[10]
- 美作市営勝田バス[11]
- おおぞらバス
- かがみの町営バス

### 乗合タクシー
- 桃太郎シャトル赤磐・瀬戸線
  - 赤磐市全域・岡山市東区瀬戸地域 - 岡山桃太郎空港
- 馬屋上・野谷地区乗合タクシー「あいタク」（岡山市北区）[12]
- 神目公民館 - 福渡病院線[13]
- 久米南町デマンド交通「カッピーのりあい号」（久米南町）[14]
- 梶並地区乗合タクシー「はなこさん」（美作市）[15]